# Anders Sten
Anders Wilhelm Sten, född 20 februari 1903 i Malmö, död där 21 december 1999 i Slottsstaden, var en svensk journalist, målare och tecknare.
Han var son till veterinären Hans Oskar Sten och Sigrid Augusta von Sydow och från 1937 gift med Gertrud Sigrid Margareta Asp samt far till Johan Sten. Hans konstintresse väcktes redan i ungdomsåren då han kom i kontakt med Louis Moes illustrationer i Tusen och en natt och förstärktes ytterligare efter att han sett Ivar Arosenius verk på Baltiska utställningen i Malmö. Frånsett teckningsundervisningen vid läroverket och en viss handledning från sin teckningsbegåvade mamma var han autodidakt. Han företog ett flertal studieresor till bland annat Tyskland, Nederländerna, Frankrike och England.
Han blev med konsthistoria som huvudämne  filosofie kandidat vid Lunds universitet 1931. Som assistent till Ewert Wrangel gjorde han 1925 en resa till Främre Orienten som skildras i boken Vad kostar åsnan? Orientaliska bagateller.
Sten var frilansmedarbetare i Sydsvenska Dagbladet Snällposten 1926–1930 och vid Skånska Aftonbladet 1931–1936 och blev fast anställd tecknare och kåsör på Sydsvenska Dagbladet 1937 där han blev känd under signaturen "Figge" och ibland signerade han sina teckningar med en liten bild på den odygdige Lille Figge i teckningens underkant. Han utförde akvareller vanligen med humoristiska motiv, politiska karikatyrer och skämtteckningar i tusch, men det var genom sina satiriska teckningar som han vann stor uppskattning. Sedan slutet av 1930-talet utgav han så gott som årligen album med sina bästa teckningar och tillsammans med Wilhelm Penser och Hugo Mattsson utgav han 1944 boken Tre män om en bok.
Han illustrerade ett flertal böcker bland annat Edvard Perssons Lite grann från ovan och Knut Stenrings Otyg.
Separat ställde han ut sex gånger på SDS-hallen i Malmö 1939–1963 och i Landskrona 1960. Han medverkade i samlingsutställningar med Skånes konstförening, Sveriges allmänna konstförening och utställningen med tidningsteckningar på Göteborgs konsthall 1940 samt en utställning med svenska tecknare i USA. Förutom teckningar består hans konst av akvareller, gouacher och scratchboard. Vid Malmö stadion utförde han 1958 väggmålningen Kalabaliken vid bollen som var en förstorad skämtteckning som tidigare publicerats. Sten är representerad vid Malmö museum med ett antal karikatyrer och politiska teckningar och med en bok vid Nationalmuseum.
Under sin studietid medverkade Sten i karnevalsfilmen Erik XIV (1928). Han var ledamot av bland annat Uarda-akademien. Sten är begravd på S:t Pauli södra kyrkogård i Malmö.

## Publikationer
- Vad kostar åsnan? Orientaliska bagateller (1930)
- Tänd ljuset. I bästa mening utgiven av Texikavt samfund (1936)
- De där ute och vi här hemma  (1938)
- Världens virr & varr och Blad ur lille Figges skissbok  (1939)
- Figges skissbok - och lite till (1940)
- Världens ve och vi (1941)
- Figge i egen båt (1941)
- Världens väg och vår (1942)
- Utan fernissa (1943)
- Stenbitar 1944 (1944)
- Tre män om en bok (1944)
- Stenkulor 1945 (1945)
- Stenstoder 1946 (1946)
- Stenfrukter 1947 (1947)
- Stenkol 1948 (1948)
- Stenhus 1949 (1949)
- Stenskvättor 1950 (1950)
- Stengods 1951 (1951)
- Stenpartier 1952 (1952)
- Stenbockar 1953 (1953)
- Stensoppar 1954 (1954)
- Stengubbar 1955 (1955)
- Mera humor från Skåne: en kavalkad i ord och bild (tillsammans med Jan Richter 1962)
- Skånehumor (1980)
- Anders Sten minns (1983)